# Гли (ТВ серија)
Гли (енгл. Glee) — америчка драмедијска телевизијска серија коју је емитовао Fox између 19. маја 2009. и 20. марта 2015. Усредсређена је на гли-клуб под називом Нови правци, у измишљеној Средњој школи Вилијам Макинли, који се такмичи као шоу-хор, док се његови чланови баве разним социјалним проблемима, посебно у вези са сексуалношћу, расом, породицом, тинејџерским везама и тимским радом.
Првобитну дванаесточлановну главну глумачку поставу чинили су: Метју Морисон као Вилијам Шустер, директор клуба и професор шпанског језика; Џејн Линч као Сју Силвестер, тренер чирлидерског тима; Џејма Мејс као Ема Пилсбери, школска саветница; Џесалин Гилсиг као Тери, Вилова супруга; као и осам чланова клуба: Дајана Агрон као Квин Фабреј, популарна чирлидерсица која се бори са својом тинејџерском трудноћом; Крис Колфер као Курт Хамел, геј дечко који се сукоби са својом сексуалношћу док га малтретирају у школи; Кевин Макхејл као Арти Ејбрамс, који живи са физичким инвалидитетом; Леа Мишел као Рејчел Бери, вођена својим сновима да постане звезда бродвејског театра и главна певачица у гли-клубу, Кори Монтит као Фин Хадсон, спортиста и школска звезда, који се понекад чини да није нарочито интелигентан; Амбер Рајли као Мерседес Џоунс, Афроамериканка која жели да буде позната по својим талентима, док сања о каријери вокалне диве; Марк Салинг као Ноа Пакерман, тинејџер-делинквент коме је потребно усмеравање; и Џена Ашковиц као Тина Коен Ченг, стидљива девојка корејског порекла која жуди да буде популарна, док понекад доживљава расизам. Главна глумачка постава је више пута мењана током серије, а касније су додати: Наја Ривера као Сантана Лопез, храбра Афролатина и чирлидерсица која се бори са својом сексуалношћу; Хари Шам Млађи као Мајк Ченг, плесач кинеског порекла чији родитељи не подржавају његове снове; и Хедер Морис као Британи Пирс, неинтелигентна чирлидерсица која је потајно математички геније, док касније схвата да је бисексуалка.
Аутори серије су Рајан Мерфи, Бред Фалчак и Ијан Бренан. Њих тројица су написали све епизоде серије за прве две сезоне, а Мерфи и Фалчак су у почетку били главни редитељи. Пилот епизода је емитована 19. маја 2009, а прва сезона је емитована од 9. септембра 2009. до 8. јуна 2010. Наредне сезоне емитоване су између септембра и маја. Шеста и последња сезона емитована је од јануара до марта 2015. Садржи музичке нумере које је одабрао Мерфи, који је имао за циљ да одржи равнотежу између главних тонова серије и хитова са топ-листа, а продуцирали су их Адам Андерс и Пир Остром. Обрађене песме објављене су преко за iTunes Store током седмице њиховог емитовања, док је албуме с песмама из серије објавила Columbia Records. Музика за Гли је остварила комерцијални успех, са преко 36 милиона продатих дигиталних синглова и једанаест милиона продатих албума широм света до октобра 2011. Робу са мотивима серије чине DVD и Blu-ray издања, iPad апликација и караоке игра за Wii. Након завршетка снимања прве и друге сезоне, наступиле су концертне турнеје глумачке поставе; концертни филм по турнеји из 2011, Гли: 3D концертни филм, произвели су Мерфи и Fox, у режији Кевина Танчароена.
Током своје прве сезоне, Гли је добио углавном позитивне критике. Освојио је многе награде. Прва сезона је номинована за 19 награда Еми, четири награде Златни глобус, шест награда Сателит и 57 других награда, док је 2010. освојила награду Златни глобус за најбољу ТВ серију у категорији мјузикла или комедије и награде Еми за Линчову, гостујућег глумца Нила Патрика Хариса и режију Мерфија. Године 2011. серија је још једном освојила награду Златни глобус за најбољу ТВ серију, а Џејн Линч и Крис Колфер су освојили нагаду Златни глобус за најбољу споредну глумицу и најбољег споредног глумца, а Гвинет Палтроу је освојила награду Еми за најбољу гостујућу глумицу у хумористичкој серији. Године 2011. Fox је одабрао Гли да попуни временски термин који је уследио након преноса Супербоула XLV.
Године 2013, након смрти Корија Монтита и након што је емитована епизода „Квортербек” посвећена њему, Марфи је најавио да ће шеста сезона бити последња. Након 121. епизоде и преко 729 музичких наступа, серија је завршена 20. марта 2015.

## Преглед серије
| Сезона | Сезона | Епизоде | Епизоде | Оригинално емитовање | Оригинално емитовање |
| Сезона | Сезона | Епизоде | Епизоде | Премијера            | Финале               |
| ------ | ------ | ------- | ------- | -------------------- | -------------------- |
|        | 1.     | 22      | 22      | 19. мај 2009.        | 8. јун 2010.         |
|        | 2.     | 22      | 22      | 21. септембар 2010.  | 24. мај 2011.        |
|        | 3.     | 22      | 22      | 20. септембар 2011.  | 22. мај 2012.        |
|        | 4.     | 22      | 22      | 13. септембар 2012.  | 9. мај 2013.         |
|        | 5.     | 20      | 20      | 26. септембар 2013.  | 13. мај 2014.        |
|        | 6.     | 13      | 13      | 9. јануар 2015.      | 20. март 2015.       |

## Улоге
| Глумац         | Улога          |
| -------------- | -------------- |
| Дајана Агрон   | Квин Фабреј    |
| Крис Колфер    | Курт Хамел     |
| Џесалин Гилсиг | Тери Шустер    |
| Џејн Линч      | Сју Силвестер  |
| Џејма Мејс     | Ема Пилсбери   |
| Кевин Макхејл  | Арти Ејбрамс   |
| Леа Мишел      | Рејчел Бери    |
| Кори Монтит    | Фин Хадсон     |
| Метју Морисон  | Вил Шустер     |
| Амбер Рајли    | Мерседес Џоунс |
| Марк Салинг    | Ноа Пакерман   |
| Џена Ашковиц   | Тина Коен Ченг |
| Хедер Морис    | Британи Пирс   |
| Мајк О’Мали    | Берт Хамел     |
| Наја Ривера    | Сантана Лопез  |
| Дерен Крис     | Блејн Андерсон |
| Хари Шам Млађи | Мајк Ченг      |
| Корд Оверстрит | Сем Еванс      |
| Џејкоб Артист  | Џејк Пакерман  |
| Мелиса Бенојст | Марли Роуз     |
| Блејк Џенер    | Рајдер Лин     |
| Алекс Њуел     | Јуник Адамс    |
| Бека Тобин     | Кити Вајлд     |
| Дот-Мари Џоунс | Шелдон Бист    |